# Граждено
 Тази статия е за селото в Преспанско, Гърция.  За селото в Дебърско, Албания вижте Граждане.  
Гра̀ждено или Гра̀ждани (на гръцки: Βροντερό, Врондеро, катаревуса: Βροντερόν, Врондерон, до 1926 година Γκράσδενι, Граздени) е село в Република Гърция, в дем Преспа, област Западна Македония.

## География
Селото е разположено в областта Голема Преспа близо до границата с Албания в планината Сува гора на 1100 m. Отдалечено е на 70 km западно от град Лерин (Флорина).

## История

### Етимология
Според академик Иван Дуриданов, като се вземе предвид, че жителското име е гражденец, гражденци, етимологията на името е от миналото страдателно причастие в среден род граждено, старобългарски a от *gardjeno, сръбски грађено. Йордан Заимов смята, че името е от първоначално Граждане. Това според Дуриданов не е убедително, защото не се подкрепя от по-старите податки.

### В Османската империя
Селото се споменава в османски дефтер от 1530 година под името Граздани с 35 семейства. Селото е споменато в Слепченския поменик от XVII–XVIII век като Граждено.
До началото на XIX век селото е албанско, но поради неблагоприятното му място албанците се изселват във Винени, а виненци се заселват в Гражден. Според Стефан Веркович („Топографическо-этнографическій очеркъ Македоніи“) в 1889 година в селото има 84 домакинства с 431 жители българи. В „Етнография на вилаетите Адрианопол, Монастир и Салоника“, издадена в Константинопол в 1878 година и отразяваща статистиката на населението от 1873 година, Грачино (Gratchino) е посочено като село в каза Ресен с 23 домакинства и 69 жители мюсюлмани и 20 българи.
Според статистиката на Васил Кънчов („Македония. Етнография и статистика“) в 1900 година в Граждино живеят 276 българи.
На Етнографската карта на Битолския вилает на Картографския институт в София от 1901 година Граждан е чисто българско село в Корчанската каза на Корчанския санджак с 25 къщи. Същевременно Граждино е чисто българско село в Битолската каза на Битолския санджак с 51 къщи.
В началото на XX век населението на Гражден е под върховенството на Цариградската патриаршия, но след Илинденското въстание в началото на 1904 година селото минава под върховенството на Българската екзархия. По данни на секретаря на екзархията Димитър Мишев („La Macédoine et sa Population Chrétienne“) в 1905 година в Гражино има 400 българи екзархисти.
В Екзархийската статистика за 1908/1909 година Атанас Шопов поставя Граждан в списъка на „българо-патриаршеските села“ в Корчанска каза.
Според Георги Трайчев през 1911/1912 година в Граждино има 55 къщи с 472 жители и функционират църква с 2 свещеници и училище с 1 учител.
При избухването на Балканската война в 1912 година четирима души от Гражден са доброволци в Македоно-одринското опълчение.

### В Гърция
По време на войната в селото влизат гръцки части, а след Междусъюзническата Гражден попада в Гърция. Боривое Милоевич пише в 1921 година („Южна Македония“), че Граждано има 60 къщи славяни християни. В 1926 година селото е прекръстено на Врондерон, в превод гърмящо. В междувоенния период има силна емиграция в посока България и Югославия. По време на Гражданската война цялото население на Гражден го напуска, като повечето от жителите му се заселват в Югославия, в Чехословакия 112 души, а в Австралия 43 души. След войната в селото са настанени власи от Епир.
Според изследване от 1993 година селото е „влашко“, като влашкият език в него е запазен на високо ниво.
| Име                             | Име            | Ново име              | Ново име                | Описание                                                                     |
| ------------------------------- | -------------- | --------------------- | ----------------------- | ---------------------------------------------------------------------------- |
| Палчишта                        | Πάλτσικα       | Геракина              | Γερακίνα                |                                                                              |
| Киска                           | Κίσκα          | Анторахи              | Άνθορράχη               |                                                                              |
| Порти                           | Πόρτι          | Портес                | Πόρτες                  | връх в Цуцул на ССИ над Орово (1195 m)                                       |
| Великои Главйе или Велика глава | Βελίκα Γκλάβια | Лохагу Димитриу Райси | Λοχαγού Δημητρίου Ραΐση | връх в Цуцул на СИ от Орово и на З от Винени (1157 m)                        |
| Дошкоата Глаа                   | Ντοσκοχάγκλα   | Кефалорема            | Κεφαλόρεμα              | река на СИ от Орово                                                          |
| Рамнище или Рамнища             | Ράμνιστα       | Ливадия               | Λιβάδια                 | местност в Дева на СЗ от Винени                                              |
| Голе                            | Γκόλιε         | Мицопулу Димитриу     | Μητσοπούλου Δημητρίου   | връх в Дева на С от Винени (1360,1 m)                                        |
| Рамнина                         | Ράμνινα        | Филакион 46           | Φυλάκιον 46             | връх в Дева на СЗ от Винени (1085 m)                                         |
| Тапан                           | Γάπαν          | Елафи                 | Έλάφι                   | връх на Ю от Граждано, гранична пирамида № 18 (1325,3 m)                     |
| Лазоик                          | Λάζικ          | Акантотон             | Άκαθωτον                |                                                                              |
| Прикинчища                      | Πρικίντσιτα    | Анатоликон            | Άνατολικόν              | местност в Цуцул на ЮИ от Граждено, над брега на Малкото Преспанско езеро    |
| Раткофорие                      | Ρακοφόριε      | Тамнодес              | Θαμνώδες                | местност на ЮИ от Граждено                                                   |
| Шестар                          | Σιστάρ         | Фундотон              | Φουντωτόν               | връх в Цуцул на И от Граждено (1914 m)                                       |
| Падье                           | Πάδιε          | Воскотопи             | Βοσκοτόπι               | местност в Цуцул на И от Граждено                                            |
| Урида                           | Ούρίντα        | Крионери              | Κρυονέρι                | гранична местност на СЗ от Орово                                             |
| Чоло                            | Τσόλο          | Даваки                | Δαβάκη                  |                                                                              |
| Варниците                       | Καρνίτσιτε     | Каминия               | Καμίνια                 | река на СЗ от Орово, Ю под връх Марица (1334 m), ляв приток на Дошкова глава |
| Лозя                            | Λούντζα        | Ироикон               | Ήρωϊκόν                 |                                                                              |
| Пат                             | Πάτ            | Перасма               | Πέρασμα                 |                                                                              |
| Скойца                          | Σκόϊτσα        | Монастираки           | Μοναστηράκι             | река на СЗ от Орово, С под връх Марица (1334 m), ляв приток на Дошкова глава |

Преброявания
- 1913 – 437 души
- 1920 – 380 души
- 1928 – 418 души
- 1940 – 507 души
- 1951 – 0 души
- 1961 – 371 души
- 1971 – 310 души
- 1981 – 172 души
- 1991 – ? души
- 2001 – 183 души
- 2011 – 78 души

## Личности
Родени в Гражден
- Алекси Спиров Василевски (р. 1901), в 1920 – 1923 и 1926 – 1932 година е емигрант в САЩ, след установяването на диттакурата на Метксас в 1936 г. емигрира във Франция, където остава до 1940 г., в 1941 – 1947 година е участник в партизанското движение в Леринско, оставя спомени[32]
- Божил Спиров (Спировчов, 1887 – ?), македоно-одрински опълченец, Втора рота на Десета прилепска дружина[33]
- Дамян Христев (1895 – ?), македоно-одрински опълченец, Втора рота на Десета прилепска дружина[34]
- Илия Трайков (1888 – ?), македоно-одрински опълченец, Първа рота на Четвърта битолска дружина, носител на кръст „За храброст“[35]
- Лазо Ангеловски (1925 – 1948), гръцки политик, деец на Демократичната армия на Гърция
- Петър Ангелов (1895 – 1933), български революционер, деец на ВМРО
- Сотир Тасев (1876 – ?), македоно-одрински опълченец, Първа рота на Четвърта битолска дружина, носител на бронзов медал[36]